# 米拉格雷斯 (塞阿臘州)
7°18′40″S 38°56′40″W / 7.31111°S 38.94444°W

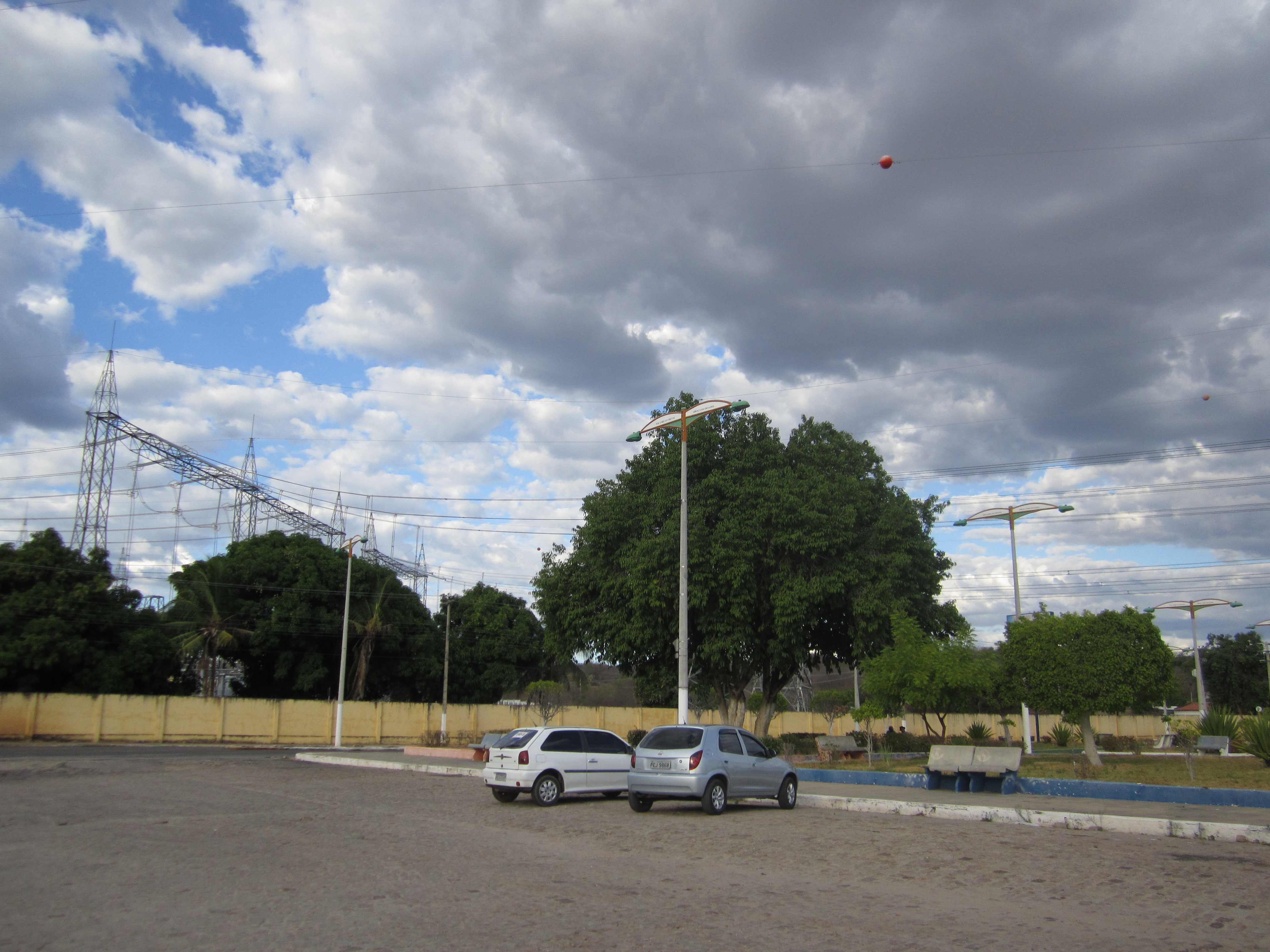
米拉格雷斯

米拉格雷斯（葡萄牙語：Milagres），是巴西的城鎮，位於該國東北部，由塞阿臘州負責管轄，始建於1846年8月17日，面積547平方公里，海拔高度334米，2010年人口28,317，人口密度每平方公里51.8人。